# الإسكافي
الاسكافي فيلم 2014 من إخراج طوماس مكارثي وتأليفه وقام بكتابة السيناريو بول سادو وقام ببطولته آدم ساندلر.

## قصة الفيلم
تدور أحداث الفيلم حول (ماكس سميكين) والذي يعمل بمجال صناعة وإصلاح الأحذية في المحل الذي توارثته عائلته لسنوات في نيويورك، وفي أحد الأيام أثناء ممارسته لحياته الروتينية وشاعرًا بالملل من الرتابة اليومية، يكتشف (ماكس) وجود أداة سحرية تتيح له التدخل في حياة زبائنه، فيستخدم (ماكس) أحذية زبائنه ليرى العالم من منظورهم.

## روابط خارجية
- الإسكافي على موقع IMDb (الإنجليزية)
- الإسكافي على موقع ميتاكريتيك (الإنجليزية)
- الإسكافي على موقع روتن توميتوز (الإنجليزية)
- الإسكافي على موقع نتفليكس (الإنجليزية)
- الإسكافي على موقع قاعدة بيانات الأفلام العربية
- الإسكافي على موقع ألو سيني (الفرنسية)
- الإسكافي على موقع Turner Classic Movies (الإنجليزية)
- الإسكافي على موقع أول موفي (الإنجليزية)
- الإسكافي على موقع فيلمافينيتي (الإسبانية)
- الإسكافي على موقع قاعدة بيانات الفيلم (الإنجليزية)